# Sociedade de Turismo e Diversões de Macau
La Sociedade de Turismo e Diversões de Macau è un'azienda di Macao attiva in molti settori economici, principalmente alberghi e casinò.

## Storia
L'azienda è stata fondata da Stanley Ho, suo cognato Teddy Yip e i soci Yip Hon ed Henry Fok nel 1962. Nello stesso anno le è stato garantito il monopolio del gioco d'azzardo a Macao, che in precedenza era affidato alla defunta Tai Hing Company.
A partire dal 2002 l'azienda ha perso il monopolio del gioco d'azzardo ma rimane comunque la principale realtà del settore di Macao, possedendo 14 delle 30 strutture aperte nella città.
Nel corso degli anni la società ha diversificato i propri investimenti, arrivando a possedere la compagnia aerea Jet Asia, il Canidrome (principale cinodromo cittadino), i centri commerciali New Yaohan e una quota importante dell'aeroporto di Macao. È attiva anche al di fuori di Macao, tramite tre hotel casinò in Portogallo.
Nel 2008 il settore dei casinò è stato scorporato dal resto dell'azienda, dando origine alla Sociedade de Jogos de Macau, quotata in borsa alla Hong Kong Stock Exchange.

## Proprietà
- Grand Lisboa
- Hotel Lisboa
- Lisboa Palace
- Mandarin Oriental Macau
- Hotel Sintra
- Hotel Fortaleza do Guincho
- Pousada de Sao Tiago
- Macau Golf and Country Club.
- Grand Emperor Hotel
- Tiger Slots
- Canidrome
- Casa Real Hotel
- Hotel Golden Dragon
- President Hotel
- Hotel Fortuna
- Greek Mythology Casino
- Casino Lisboa, Portugal
- Casino Estoril, Portugal
- Casino da Póvoa, Portugal
- Aeroporto Internazionale di Macao
- Industrial and Commercial Bank of China
- Jet Asia
- Westin Resort Macau
- New Yaohan Department Store